# مشروع موجول
مشروع موجول (بالإنجليزية: Project Mogul)‏ ويشار إليه أحيانًا باسم عملية موجول (بالإنجليزية: Operation Mogul)‏ كان مشروعًا سريًا للغاية بواسطة القوات الجوية للجيش الأمريكي يتضمن ميكروفونات تحملها مناطيد عالية الارتفاع ، وكان هدفها الأساسي هو التجسس علي السوفيت والتنصت عليهم بمراقبة الموجات الصوتية التي تحدث بسبب انفجار القنابل النووية. عملت الولايات المتحدة علي المشروع من عام 1947 حتى أوائل عام 1949. المشروع كان جزءًا من مشروع بدأه باحثون من جامعة نيويورك, وكان مشروعًا ناجحًا في البداية ولكن كان مكلف جدا وتم أستبداله بـ مستشعرات الزلازل التي من الممكن أن تقوم بنفس الغرض ولكن بتكلفه أقل ويسهل نشرها وتشغيلها علي عكس البالون المزود بميكروفون.
تم تصميم مشروع موغول من قبل موريس إيوينج الذي كان يعمل علي أبحاث علمية في مجال قناة الصوت العميق في المحيطات وكان لديه نظرية تفيد بوجود قناة صوتية مماثلة في الغلاف الجوي العلوي بسبب وصول سرعة الصوت الي الحد الأدني لها نظرا لعوامل معينة في الضغط الجوي والحرارة تؤدي لأنخفاض سرعة الصوت وعندها تنتشر الموجات الصوتية وتبقى في هذه القناة بسبب الانكسار الفيزيائي.
كان المشروع عبارة عن مصفوفة من المناطيد التي تحمل ميكروفونات أسطوانية كبيرة وأجهزة أستقبال و أرسال للأشارات اللاسلكية لكي تنقل الأصوات الي الأسفل لكي يستمع أليها الباحثين.
كان أحد متطلبات المناطيد هو الحفاظ على ارتفاع ثابت نسبيًا على مدى فترة طويلة من الزمن. وبسبب الحاجة الي أجهزة ومعدات لتثبيت الارتفاع قام الباحثين بتطوير وصنع أدوات جديدة مثل أجهزة استشعار الضغط التي تتحكم في إطلاق صابورة ثقل الموازنة .
كانت مناطيد موجول تتكون من كميات كبيرة من المطاط مثل بالونات الأرصاد الجوية، ومع ذلك تم أستبدالها بأخري مصنعة من مادة البولي أيثينيل لأنها كانت أعتمادية أكثر ولا يحدث تسريب هيليوم منها بشكل كبير والسبب الأخير انها كان يسهل تثبيتها في أرتفاع ثابت نسبيا مقارنة بالبالونات المطاطية القديمة.

## حادثة روزويل (الأجسام الطائرة المجهولة)
في صيف عام 1947 ، أدعت الولايات المتحدة أن تحطم بالون مشروع موغول هو نفسه تحط الجسم الطائر المجهول في روزويل، ونشرت الصحف الأمريكية الكثير من الأخبار منها من يصدق أنه كان جسم فضائي ومنهم من يصدق الرواية الحكومية أنه بالون تجسس.
علي عكس المناطيد العادية فأن منطاد موجول كان يحتوي علي كميات كبيرة من البولي ايثيلين وكان يطير في أسراب، وقالت صحيفة نيويورك تايمز : «أسراب من البالونات الكبيرة كان الأمر مثل وجود فيل في فنائك الخلفي وتأمل ألا يلاحظه أحد. . . .حيث حصلت الصحيفة علي اجزاء منه ومن عواكس الرادارات التي كانت موجودة داخل المنطاد ونشرت صور للمنطاد في عام 1947».